# Samuel Brot
Samuel (Szmul) Ha-Lewi Brot (ur. 16 lipca 1885 w Łodzi, zm. 2 kwietnia 1963 w Tel Awiwie) – polski rabin, działacz polityczny, przywódca ruchu Mizrachi, poseł na Sejm I i II kadencji, rabin w Brześciu Kujawskim, Lipnie, Tomaszowie Mazowieckim, Antwerpii, Nowym Jorku i Tel Awiwie, członek Rady Naczelnej Rabinatu Izraela.

## Życiorys
Urodził się w Łodzi w rodzinie ortodoksyjnej jako Szmul Brot. Był synem Michała Brota i Rywki (Rebeki) z domu Flato. Otrzymał staranne wykształcenie religijne. W 1904 ukończył seminarium rabinackie w Ostrowcu Świętokrzyskim.
W roku 1910 objął stanowisko rabina w Brześciu Kujawskim, w roku 1912 w Lipnie, a w 1928 w Tomaszowie Mazowieckim. W miejscowej prasie publikował artykuły i eseje na aktualne tematy. Był znanym działaczem syjonistycznym. Pełnił funkcję wiceprezesa Organizacji Syjonistów Ortodoksów Mizrachi. Sprawował również funkcję wiceprezesa komitetu wykonawczego Światowej Organizacji Syjonistycznej.
Przez dwie kolejne kadencje przypadające na lata 1922–1930 był posłem na Sejm Rzeczypospolitej Polskiej. Mandat poselski w 1922 roku uzyskał z listy Bloku Mniejszości Narodowej i w następnej kadencji uzyskał mandat poselski z tej samej listy. W czasie obydwu kadencji zasiadał w sejmowej komisji spraw wojskowych, należał do Klubu Żydowskiej Rady Narodowej.
W 1935 roku objął stanowisko rabina w Antwerpii. Po wybuchu II wojny światowej przez Francję, Hiszpanię i Portugalię wyjechał do Stanów Zjednoczonych i osiadł w Nowym Jorku, gdzie objął stanowisko rabina. W roku 1951 przeniósł się do Izraela, gdzie pozostał do śmierci.
Jego żoną była Pessa z Zybenbergów, córka Abrama i Itty.

## Pełnione funkcje rabinackie
- 1910–1912 rabin w Brześciu Kujawskim
- 1912–1928 rabin w Lipnie
- 1928–1936 rabin w Tomaszowie Mazowieckim
- 1935–1940 rabin w Antwerpii (Belgia)
- 1943–1951 rabin w Nowym Jorku (Stany Zjednoczone)
- 1951–1963 rabin w Tel Awiwie, członek Rady Naczelnej Rabinatu Izraela